# Krumby
Krumby är en småort i stadsdelen Oxie i Malmö. Krumby tillhörde byn Käglinge i Glostorps socken, omnämns 1913 och var beläget på hemmanet Käglinge 11 (benämnt "Sofiedal", efter vilket den norr om Krumby belägna golfbanan fått sitt namn).
Namnet kommer av ordet krum som betyder "krokig", "böjd", "krökt" och syftar på att byn ligger i en vägkrök på vägen mellan Glostorp och Käglinge (länsväg M 561).
Malmö kommun stavade tidigare namnet "Kromby", men har ändrat bynamnet. Vägnamnet stavas dock fortfarande (2023) "Krombyvägen", men ett namnbyte är planerat när och om väg 101 förlängs.

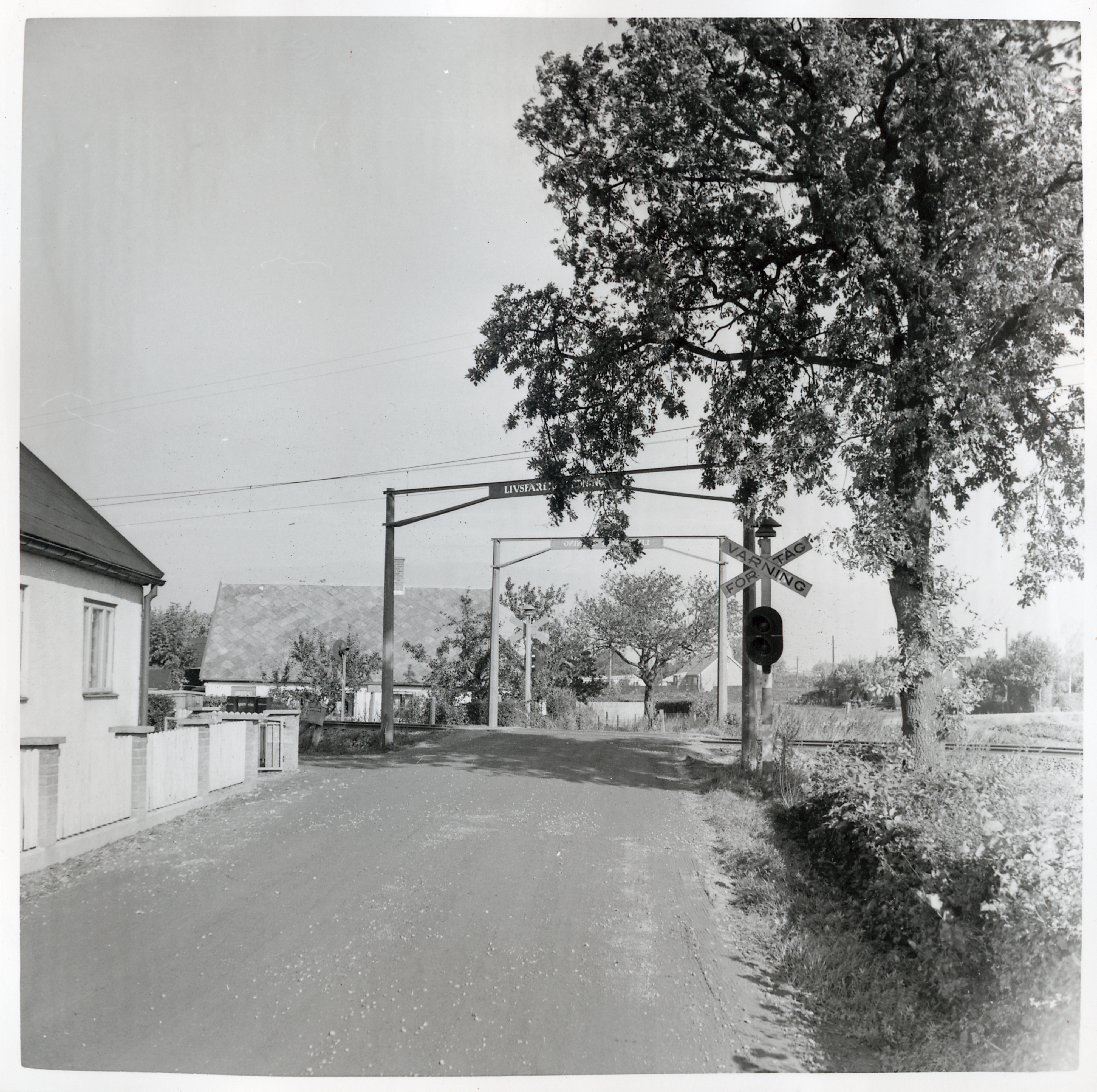
Järnvägsövergången i Krumby, belägen på Kontinentalbanan mellan de tidigare stationerna Lockarp och Arrie. Fotograferad 1957.